# Elisabeth Noelle-Neumann
Elisabeth Noelle-Neumann (født 19. december 1916 i Berlin, død 25. marts 2010 i Allensbach, Baden-Württemberg) var en tysk politolog, professor i kommunikation ved Johannes Gutenberg-Universität Mainz, hun opfattes som piner indenfor meningsmåling i Tyskland.
Hun fik sin studentereksamen i 1935 i Göttingen og derefter studerede hun filosofi, historie, journalistik, og amerikanske studier ved Friedrich Wilhelm Universitet, Königsberg Albertina University, og University of Missouri. Hun opholdt sig i USA fra 1937 til 1938. I 1940 fik hun sin Ph.d..
I 1940 var hun kortvarigt ansat ved den nazistiske avis Das Reich. Den 8. juni 1941 offentliggjorde avisen hendens artikel med overskriften "Hvem Informerer Amerika?". Hun blev fyret, da hun udvekslede negative billeder af Franklin D. Roosevelt. Hun arbejdede derefter for Frankfurter Zeitung, indtil det blev forbudt i 1943.
Hun er desuden personen bag teorien om tavshedsspiralen.